# Pònt de la Bauma
Pont-de-Labeaume és un municipi francès situat al departament de l'Ardecha i a la regió d'Alvèrnia-Roine-Alps. L'any 2007 tenia 561 habitants.

## Demografia

### Població
El 2007 la població de fet de Pont-de-Labeaume era de 561 persones. Hi havia 244 famílies de les quals 74 eren unipersonals (37 homes vivint sols i 37 dones vivint soles), 77 parelles sense fills, 73 parelles amb fills i 20 famílies monoparentals amb fills.
La població ha evolucionat segons el següent gràfic:
Habitants censats

### Habitatges
El 2007 hi havia 391 habitatges, 246 eren l'habitatge principal de la família, 114 eren segones residències i 31 estaven desocupats. 354 eren cases i 36 eren apartaments. Dels 246 habitatges principals, 167 estaven ocupats pels seus propietaris, 65 estaven llogats i ocupats pels llogaters i 14 estaven cedits a títol gratuït; 4 tenien una cambra, 26 en tenien dues, 71 en tenien tres, 64 en tenien quatre i 80 en tenien cinc o més. 169 habitatges disposaven pel capbaix d'una plaça de pàrquing. A 124 habitatges hi havia un automòbil i a 94 n'hi havia dos o més.

### Piràmide de població
La piràmide de població per edats i sexe el 2009 era:
| Homes | Edats   | Dones |
| ----- | ------- | ----- |
| 4     | 95 o +  | 0     |
| 4     | 90 a 94 | 4     |
| 8     | 85 a 89 | 12    |
| 0     | 80 a 84 | 8     |
| 8     | 75 a 79 | 32    |
| 4     | 70 a 74 | 12    |
| 24    | 65 a 69 | 12    |
| 24    | 60 a 64 | 20    |
| 12    | 55 a 59 | 16    |
| 16    | 50 a 54 | 4     |
| 20    | 45 a 49 | 24    |
| 12    | 40 a 44 | 16    |
| 8     | 35 a 39 | 4     |
| 28    | 30 a 34 | 24    |
| 8     | 25 a 29 | 12    |
| 8     | 20 a 24 | 12    |
| 8     | 15 a 19 | 8     |
| 12    | 10 a 14 | 4     |
| 12    | 5 a 9   | 4     |
| 12    | 0 a 4   | 24    |

## Economia
El 2007 la població en edat de treballar era de 332 persones, 233 eren actives i 99 eren inactives. De les 233 persones actives 192 estaven ocupades (106 homes i 86 dones) i 41 estaven aturades (16 homes i 25 dones). De les 99 persones inactives 30 estaven jubilades, 21 estaven estudiant i 48 estaven classificades com a «altres inactius».

### Ingressos
El 2009 a Pont-de-Labeaume hi havia 230 unitats fiscals que integraven 499 persones, la mediana anual d'ingressos fiscals per persona era de 15.187 €.

### Activitats econòmiques
Dels 32 establiments que hi havia el 2007, 1 era d'una empresa de fabricació de material elèctric, 3 d'empreses de fabricació d'altres productes industrials, 9 d'empreses de construcció, 3 d'empreses de comerç i reparació d'automòbils, 3 d'empreses de transport, 6 d'empreses d'hostatgeria i restauració, 1 d'una empresa d'informació i comunicació, 2 d'empreses immobiliàries, 1 d'una empresa de serveis, 2 d'entitats de l'administració pública i 1 d'una empresa classificada com a «altres activitats de serveis».
Dels 12 establiments de servei als particulars que hi havia el 2009, 1 era un taller de reparació d'automòbils i de material agrícola, 4 paletes, 1 guixaire pintor, 3 fusteries, 1 electricista, 1 perruqueria i 1 agència immobiliària.
L'any 2000 a Pont-de-Labeaume hi havia 4 explotacions agrícoles.

## Equipaments sanitaris i escolars
L'únic equipament sanitari que hi havia el 2009 era una ambulància.
El 2009 hi havia una escola elemental.

## Poblacions més properes
El següent diagrama mostra les poblacions més properes.